# Наслідки (фільм, 2019)
«Наслідки» (англ. The Aftermath) — воєнна драма режисера Джеймса Кента. У головних ролях: Кіра Найтлі, Олександр Скарсгард і Джейсон Кларк. Світова прем'єра фільму відбулася 1 березня 2019 р..

## Сюжет
Післявоєнний зруйнований Гамбург. В центрі сюжета англієць, полковник Л'юіс Морган, який став комендантом Гамбурга і змушений керувати відновленням міста. Л'юіс разом з дружиною розташовуються у будинку, де також проживає німецький архітектор з донькою. Між дружиною Л'юіса і архітектором-німцем виникає роман. Чи зуміє Л'юіс утриматися від покарання?

## В ролях
| Актор              | Роль            |
| ------------------ | --------------- |
| Кіра Найтлі        | Рейчел Морган   |
| Александр Скашґорд | Стефан Лаберт   |
| Джейсон Кларк      | Л'юіс Морган    |
| Кейт Філліпс       | Сьюзан Бьорнхем |
| Фіонн О’Ші         | майор Баркер    |
| Олександр Шеєр     | Зігфрид Лейтман |
| Том Белл           | капітан Еліот   |